# 奇平索德伯里
奇平索德伯里（Chipping Sodbury）是英格蘭南格洛斯特郡的一個城鎮。據2001年英國人口普查，奇平索德伯里有人口5,066人。